# Kivinjesingino
Kivinjesingino è una circoscrizione mista (mixed ward) della Tanzania situata nel distretto di Kilwa, regione di Lindi. Conta una popolazione di 19 376 abitanti (censimento 2012).